# Les Perxes
Les Perxes és una masia de l'Esquirol (Osona) inclosa a l'Inventari del Patrimoni Arquitectònic de Catalunya.

## Descripció
Masia modesta de planta rectangular (8 x 7 m), molt reformada. Presenta dos volums ben diferenciats i un annex bastant antic que fa de garatge al sector Nord. El cos original sembla el més baix (planta baixa i pis), ja que l'altre presenta un nivell més (golfes). Malgrat tot no s'observen diferències en la construcció. Les obertures no presenten cap mena de simetria i són totes amb emmarcaments de pedra picada. Presenta una cabana d'era molt bonica, amb arc elevat de pedra picada i a l'altra banda el camí.

## Història
El nom podria procedir de "perxades" d'avellaners.
Apareix en el "Nomenclator de la Provincia de Barcelona. Partido Judicial de Vich. 1860" com a masia i amb el nom de "Las Perxas d'abaix".